# Bloxholm
Bloxholm est un village et une ancienne paroisse civile du Lincolnshire, en Angleterre. En 1921, la paroisse civile est abolie et le village intègre la paroisse nouvellement créée de Ashby de la Launde and Bloxholm.

## Monuments
L'église du village, dédiée à Sainte Marie, a été construite aux environs de l'an 1300 ; c'est un monument classé de grade II,, de même que le portail à son entrée datant de 1772.
Il ne reste de l'ancienne mairie de Bloxholm, construite dans un style maniériste au milieu du XVIIe siècle, qu'une loge à l'entrée et l'aile ouest, qui a été reconvertie en ferme ; c'est un bâtiment classé de grade II, tout comme le parc et les ruines qui s'y trouvent,.